# Ерік Райнерт
Ерік Райнерт (норв. Erik Steenfeldt Reinert, нар. 15 лютого 1949, Осло) — норвезький  економіст, який займається економікою розвитку і економічної історією. Належить до етатистської школи політичної економії («економічного націоналізму») і є відомим критиком неолібералізму.

## Життєпис
Народився в Осло, навчався в Університеті Санкт-Галлена в Швейцарії (бакалавр економіки), Гарвардській школі бізнесу (MBA) та Корнельському університеті (Ph.D., економіка).
Ще під час навчання проводив багато часу в Латинській Америці, працюючи з проектом розвитку громад в Перуанських Андах, і в сфері приватного підприємництва. У 1972 році він заснував невелику промислову фірму, Matherson-Selig, пізніше Matherson SpA,(з підбору кольорів і відтінків фарби для фарбування різних матеріалів, створення колористичних каталогів) у Бергамо, Італія. Після відкриття виробничих заводів у Норвегії й Фінляндії компанія стала найбільшою у своїй галузі в Європі, коли Райнерт продав її в 1991 році.
З 1991 по 1995 Райнерт працював в організації STEP в Осло, пізніше став директором досліджень в Norsk Investorforum, аналітичному центрі кількох великих норвезьких корпорацій (1995-2000). За сумісництвом обіймав посаду в Центрі з розвитку навколишнього середовища (The Centre for Development and the Environment (SUM)), науково-дослідній установі, створеній при Університеті Осло.
У 2000 році заснував міжнародний фонд «Інший канон» (The Other Canon Foundation) — невеликий центр для підтримки й розвитку неортодоксальних економічних досліджень. З 2004 є професором технології управління та стратегії розвитку Талліннського технічного університету в Естонії. Читає лекції п'ятьма мовами.
Наукові інтереси та публікації Райнерта зосереджені навколо теорії нерівномірного розвитку і історії економічної думки і політики.
У 2007 році опублікував працю «Як багаті країни забагатіли... і чому бідні країни лишаються бідними» (How Rich Countries Got Rich ... and Why Poor Countries Stay Poor), яка стала бестселером. У 2008 році Райнерт отримав щорічну премію Мюрдаль (Gunnar Myrdal Prize, названа на честь Гуннара Мюрдаля) за найкращу монографію в еволюційній політичній економії. У 2010 році він був єдиним норвезьким економістом, запрошеним в Кембридж на відкриття конференції Інституту нового економічного мислення, що фінансується Джорджем Соросом.

## Основні ідеї
У своїй книзі «Як багаті країни забагатіли... і чому бідні країни лишаються бідними» Райнерт показує, що багаті країни стали багатими завдяки поєднанню державного втручання, протекціонізму і стратегічних інвестицій, а не завдяки вільній торгівлі. Він стверджує, що саме така політика була запорукою успішного економічного розвитку, починаючи з Італії епохи Відродження і промислової революції в Нідерландах, і закінчуючи сьогоднішніми країнами Південно-Східної Азії. Показуючи, що сучасні економісти ігнорують цей підхід, наполягаючи на важливості вільної торгівлі без урахування готовності тієї чи іншої країни до відкриття своєї економіки, Райнерт пояснює це розколом в економічній науці між континентально-європейською традицією, орієнтованої на комплексну державну політику, з одного боку, і англо-американською, орієнтованою на вільну торгівлю, — з іншого.
Послідовно критикуючи теорію Рікардо, Райнерт зазначає, що вільна торгівля вигідна тільки за умови порівюваного рівня розвитку країн, що торгують, а в разі великої різниці у розвитку вільна торгівля збагачує розвинену країну, вганяючи бідну в ще більшу бідність.
«Економічна наука стала вкрай математизованою і відірваною від емпіричної дійсності саме в період Холодної війни. (Зауважте, що в працях Шумпетера, який в 1930-х роках очолював відділення економіки в Гарварді, багато думок і спостережень, але зовсім немає формул.)».
Слідом за Йозефом Шумпетером вважає, що «капіталізм заснований на ренті, що поступово розповсюджується по всій системі. Першим ренту повинен отримати інноваційний підприємець, який потім ділиться нею з інвесторами, що видали інноваційний кредит. А потім — з залученими у виробництво кваліфікованими працівниками і, за допомогою податків, з владою, яка забезпечує інноваційне середовище, в тому числі захист від надмірної конкуренції на початкових етапах становлення нових галузей. По суті, капітал, праця і держава з трьох сторін прагнуть до розділу олігополістичної ренти інноваційних підприємців.» Неокласична теорія, на думку Райнерт, припускаючи досконалу конкуренцію, встановлює умови, за яких інноваційне виробництво для більшості країн і окремих підприємців стає практично нереальним, оскільки відсутні можливості для отримання ренти, хоча б на початкових етапах.
Також Райнерт акцентує увагу на тому факті, що «не всі види зростання ведуть до господарського розвитку та добробуту. Розвиток в різні епохи і на різних етапах пов'язаний з різними галузями і типами діяльності. Ось чому капіталізму потрібні стратегічна координація і управління».

## Праці
- Globalization, Economic Development and Inequality: An Alternative Perspective (2004), ed. Cheltenham: Edward Elgar.
- Global Økonomi. Hvordan de rike ble rike og hvorfor fattige blir fattigere (Global Economy. How the rich got rich and why the poor get poorer) (2004). Oslo: Spartacus. Serbian translation (2006) Belgrade: Cigoja.
- The Origins of Economic Development. How Schools of Economic Thought have Addressed Development (2005), co-edited with KS Jomo. London: Zed / New Delhi: Tulika.
- How Rich Countries Got Rich ... and Why Poor Countries Stay Poor (2007), London: Constable.
- Techno-Economic Paradigms: Essays in Honour of Carlota Perez (2009), co-ed. London: Anthem.
- Ragnar Nurkse (1907–2007): Classical Development Economics and its Relevance for Today (2009), co-ed. London: Anthem.
- Ragnar Nurkse: Trade and Development (2009), co-ed. London: Anthem.

### перекладені українською
- Ерік С. Райнерт. Як багаті країни забагатіли… і чому бідні країни лишаються бідними. – К.: Темпора, 2014. – 444 с.